# 似鳊
似鳊（学名：Pseudobrama simoni）为輻鰭魚綱鯉形目鯝科似鳊属的鱼类，俗名扁脖子、刺鳊，为似鳊属的唯一一种。该物种主要分布于中国海河水系到长江水系。在长江水系分布于中下游，西达沱江、嘉陵江等支流；在黄河流域分布于河南及山东。 體長可達20公分。

## 扩展阅读
維基物種上的相關：似鳊